# Michel Plancherel

Von links, stehend: Annibale Comessatti, Dr. Ernst Völlm (Zürich), Michel Plancherel auf dem Internationalen Mathematikerkongress, Zürich 1932

Michel Plancherel (* 16. Januar 1885 in Bussy (Schweiz); † 4. März 1967 in Zürich) war ein Schweizer Mathematiker. Er war Rektor der ETH Zürich von 1931 bis 1935. In der Schweizer Armee hatte er den Offiziersrang eines Obersts.

## Leben
Von 1903 bis 1907 studierte er Mathematik an der Universität Freiburg. Danach ging er nach Göttingen und Paris. Im Jahre 1910 wurde er Privatdozent an der Universität Genf, 1911 wurde er Professor in Freiburg und ab 1920 an der ETH Zürich.
Plancherel arbeitete auf den Gebieten der Analysis, der mathematischen Physik und der Algebra. Bekannt ist der nach ihm benannte Satz von Plancherel aus der harmonischen Analyse. Nach Plancherel ist auch das Plancherel-Mass benannt, das in der Verallgemeinerung des Satzes von Plancherel in der nichtkommutativen harmonischen Analyse verwendet wird. Des Weiteren sind asymptotische Entwicklungen für orthogonale Polynome nach ihm und  Walter Rotach benannt, die asymptotische Entwicklungen vom Plancherel-Rotach-Typ.
Gleichzeitig mit Arthur Rosenthal bewies er 1913 die Unmöglichkeit der Existenz im strengen Sinn ergodischer mechanischer Systeme (das heisst dynamischer Systeme, bei denen die Bahnkurve der Lösung durch jeden Punkt des Phasenraums auf der Energiefläche verläuft).
Zu Beginn des Zweiten Weltkrieges war Plancherel als Oberst im Inspektorat und im Rechtsdienst der Abteilung Presse und Funkspruch tätig. Später ab Mitte 1942 bis Kriegsende leitete er die Abteilung Presse und Funkspruch.
Plancherel war verheiratet mit Cécile Tercier, hatte neun Kinder und war Vorsitzender der Mission Catholique Française in Zürich. Er war Mitglied der katholischen Studentenverbindung AV Turicia Zürich im Schw. StV.